# علم النفس والتسويق (مجلة)
مجلة علم النفس والتسويق (بالإنجليزية: Psychology & Marketing)‏ هي مجلة علمية شهرية مُحكمة تغطي مجالات الدراسة النفسية للتسويق وسلوك المستهلك . تأسست عام 1984 وتنشرتها شركة ويلي للنشر [الإنجليزية]. رئيس تحريرها هو جيامباولو فيجليا.

## عامل التأثير
وفقًا لتقارير الاستشهاد بالمجلات الأكاديمية، فإن للمجلة عامل تأثير 2021 يبلغ 5.507، مما يجعلها في المرتبة 68 من أصل 155 مجلة في فئة "الأعمال"  و 18 من أصل 83 في فئة "علم النفس، التطبيقي". 

## روابط خارجية
- الموقع الرسمي